# غلة ويس (مقاطعة دلفان)
غلة ويس (بالفارسية: گله ویس) هي قرية تقع في قسم كاكاوند الشرقي الريفي (مقاطعة دلفان) في إيران. يقدر عدد سكانها بـ 40 نسمة بحسب إحصاء 2016.